# جمال الدين ياندياف
جَمَالُ الدِّينِ خامورزيفيتش يَانِدْيَاف (15 أكتوبر 1916، قرية بالتا، إقليم تيريك - 1979 ) - أول شاعر وطني في إنغوشيا، عضو في اتحاد كتاب اتحاد الجمهوريات الاشتراكية السوفياتية، رئيس اتحاد كتاب اتحاد الجمهوريات الاشتراكية السوفيتية. واحد من أكثر شعراء الإنغوش الموهوبين، يتميز بالكلاسيكية في الأدب الإنغوشي. 

## سيرة
ولد في 15 أكتوبر 1916 في قرية بالتا، منطقة ترسك (الآن أوسيتيا الشمالية) في عائلة فلاحي الجبال. توفيت والدته في عام 1920 ووالده في عام 1950 أثناء الترحيل إلى قازاقستان. 
في عام 1925 تخرج من مدرسة القرية. وفي عام 1929 دخل المجموعة التحضيرية للفنون التطبيقية الصناعية في فلاديقوقاز، وحصل على دبلوم في ميكانيكا الحرارة في عام 1936، وفي نفس العام، بدأ العمل كموظف أدبي في صحيفة لينينان نيك. 
في 1934-1937 درس بلامراسلة في معهد غوركي الأدبي. 
منذ 20 ديسمبر 1936 عمل مراسلاً لصحيفة لينينان نيك ومترجمًا لشيشينجوزدات. 
من 1938 إلى 1944 - رئيس مجلس اتحاد الكتاب السوفيت لجمهورية الشيشان - إنغوش المستقلة السوفيتية الاشتراكية. 
في 23 فبراير 1944، أثناء ترحيل الأنجوش والشيشان، طُرد إلى قيرغيزستان وكازاخستان. حصل على لقمة العيش في المناصب الاقتصادية البسيطة. 
من 1956 إلى 1958 درس في دورات لمدة عامين في اتحاد كتاب الاتحاد السوفياتي في موسكو. 
منذ عام 1959 - محرر استديو جروزني. منذ يونيو 1967 - مستشار أدبي لاتحاد كتاب جمهورية الشيشان - إنغوش المستقلة السوفيتية الاشتراكية. 

## أعمال
مؤلف أكثر من 20 مجموعة شعرية باللغتين الإنغوشية والروسية. ترجم قصائد جمال الدين ياندييف إلى اللغة الروسية في أوقات مختلفة كل ممن أ. تاركوفسكي، أ. جاتوف، س. ليبكين، ن. كورزهافين، ن. أسانوف، د. جولوبكوف، س. فيلينسكي، س. أولندر، أ. بيريدريف، ب. سيروتين أ. بويارينوف وغيرها. 
واحدة من قصائده «الأم تغني»: 
ترجمة تاركوفسكي

### أعمال بالأنغوشية
- Тха иллеш.. (شارك في تأليفه هـ. ب. موتالييف، أ. خامخوف وأ. Vedzizhevym).
- زمان كيزجا. جمع هادئ.
- Дай-мехка тӏемах яздаь иллеш.
- Наьна лоамаш. Стихаш..
- Делкъе.
- Уйлаш. Стихаш. ديشياله فيدزيف أحمد.

### الأعمال المترجمة إلى الروسية
- قلب الأم. قصائد.
- أغنية الجبل. ترجمة من الأنغوشية.
- قصائد. ترجمة معتمدة من الأنغوشية.
- صدى في الجبال. مجموعة من القصائد.
- انهيار جليدي. قصائد سنوات مختلفة.
- أفكار الصباح. شعر.

## مرتبة الشرف
- وسام شارة الشرف (10/15/1966)

## ذاكرة

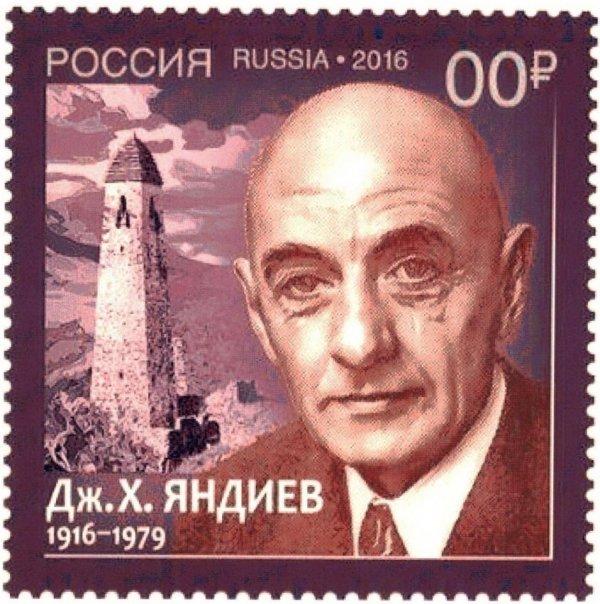
طابع بريدي روسي مكرس للذكرى المائة لميلاد دزيمالدين ياندياف. 2016 سنة.

في عام 2012، تم تركيب لوحة تذكارية لـجمال الدين ياندييف في بلدة أوردجونيكيدزه الريفية. في عام 2016، قررت وكالة الاتصالات الفيدرالية إصدار علامة تجارية خاصة تكريما للذكرى المائة للشاعر. في نفس العام، أقيم تمثال نصفي للشاعر فيداتشنويي ضواحي مقاطعة أوسيتيا الشمالية.